# Infernophilus
Infernophilus is een geslacht van kevers uit de familie van de loopkevers (Carabidae). De wetenschappelijke naam van het geslacht is voor het eerst geldig gepubliceerd in 1969 door Larson.

## Soorten
Het geslacht Infernophilus is monotypisch en omvat slechts de volgende soort:
- Infernophilus castaneus (G.Horn, 1882)